# Wilhelm von Oechelhäuser jun.
Justus Wilhelm Oechelhaeuser jun. (* 4. Januar 1850 in Frankfurt; † 31. Mai 1923 in Dessau) war ein deutscher Ingenieur und Unternehmer.

## Leben und Wirken

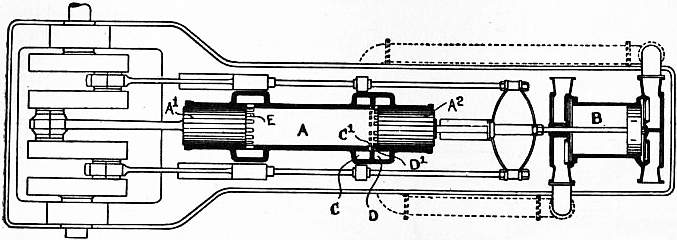
Gegenkolbenmotor nach Junkers und Oechelhäuser – Zeichnung aus Encyclopædia Britannica 1911

Sein Vater war Wilhelm Oechelhaeuser (1820–1902), die Mutter war Emma Reinbach (* 21. September 1823 in Hemer; † 4. April 1876 in Dessau). Er besuchte in Berlin die Friedrichswerdersche Oberrealschule sowie die Gewerbeakademie. Anschließend absolvierte er ein Praktikum in einer Maschinenfabrik in Köln. Als Oberingenieur und Teilhaber stieg er die Fabrik für Gasanstaltsbau seines Onkels Otto Oechelhaeuser ein. Im Jahr 1881 wechselte er als Oberingenieur zur Deutschen Continental-Gas-Gesellschaft in Dessau.
Anstelle der Kopplung von Dampfmaschinen und Generatoren zur Stromerzeugung entwickelte er ein Verfahren zur Kopplung von Gasverbrennung und Stromerzeugung. Zur praktischen Umsetzung hat er Hugo Junkers 1888 mit dem Bau einer entsprechenden Maschine beauftragt. Zusammen gründeten Oechelhaeuser und Junkers 1889 die Versuchsanstalt für Gasmotoren v. Oechelhaeuser & Junkers, aus der 1892 einer der ersten Gegenkolbenmotoren entstanden. Die Firma konstruierte eine 200-PS-Maschine, die die „Berlin-Anhaltische Maschinenbau AG Dessau“ baute. Zu einer größeren praktischen Verwertung der Entwicklung wurde im Auftrag der Union Elektrizitätsgesellschaft in Berlin zwischen 1898 und 1900 eine erste große 600 PS starke elektrische Zentralstation. Im Jahr 1899 verkaufte Oechelhaeuser seine Patente an die „Deutsche Kraftgas GmbH“. Die größte Maschine von Oechelhäuser wurde von der Firma Borsig gebaut und leistete 1800 PS. In Zusammenarbeit mit Karl Steinbecker entwarf Oechelhaeuser auch eine stehende Doppelkolben-Zweitaktmaschine mit einer Leistung von 1000 PS mit direkt gekoppeltem elektrischen Generator. Später entwickelte er seine Maschinen technisch weiter. Letztlich konnte er mit seinen Entwicklungen die Dampfmaschine als Großkraftmaschinen verdrängen.
Bereits im Jahr 1890 war er seinem Vater als Generaldirektor der Deutschen Continental-Gas-Gesellschaft nachgefolgt. Diesen Posten behielt er bis 1912 und war von 1917 bis zu seinem Tod Aufsichtsratsvorsitzender. Zusätzlich war er 1902 und 1903 Vorsitzender des Vereins Deutscher Ingenieure (VDI).
Im Juni 1906 wurde Wilhelm von Oechelhäuser mit dem Roten Adlerorden dritter Klasse ausgezeichnet. 1909 ernannte ihn der Deutsche Verein von Gas- und Wasserfachmännern zu seinem Ehrenmitglied. Er war, wie sein Vater und sein Bruder, Mitglied der Dessauer Freimaurerloge Esiko zum aufgehenden Licht.